# Blauwplaatstaalsteeltje
Het blauwplaatstaalsteeltje (Entoloma chalybaeum) is een paddenstoel uit de familie Entolomataceae. Hij komt voor in schrale, mosrijke graslanden en wegbermen, duinen. 

## Kenmerken
Hoed
De hoed heeft een diameter van 14 tot 40 mm. De vorm is gewelfd of klokvormig met weinig indeuking in het centrum en nauwelijks uitspreidend bij ouderen exemplaren. De hoed is niet hygrofaan, ongestreept, soms gestreept tot een derde van de straal. Het oppervlak heeft kleine, radiaal liggende, aangedrukte tot iets opwippende schubjes, soms glad bij ouder worden. De kleur is donker indigoblauw, bijn zwart in het centrum en wordt bij oudere vruchtlichamen meer bruinachtig blauw met violette zweem.
Lamellen
De lamellen staan vrij ver uit elkaar en zijn diep uitgebocht tot vrij aangehecht aan de steel. Ze zijn gezwollen, grijsviolet of blauwviolet en worden het ouder worden grijsachtig roze met bruine lamelsnede. De zijn aanwezig met 20 tot 40 in aantal. Elke vijfde lamel rijkt tot aan de steel.
Steel
De steel heeft een lengte van 20 tot 50 mm en een dikte van 2 tot 3,5 mm. De vorm is cilindrisch tot met opvallend brede voet.
Geur en smaak
Deze paddenstoel heeft een neutrale geur en smaak.

### Microscopische kenmerken
De sporen zijn ellipsoïde in zijaanzicht met 6-9 hoeken en dihedrale basis en meten 8.5-12.5x6.5-8.5 µm, met een Q-getal van 1,2 tot 1,75 en Q-gemiddeld van 1.45. De basidia zijn 4-sporig, zonder gespen en meten  27-51 × 14 µm. De cheilocystidia cilindrisch tot knotsvormig, vaak met lichtbruin intracellulair pigment en meten 35-75 × 5-18. De hoedhuid is trichoderm, in het midden bijna hymeniderm en bestaat uit knotsvormige elementen van 35 µm groot.

## Verspreiding
In Nederland komt het blauwplaatstaalsteeltje vrij algemeen voor. Hij staat op de rode lijst in de categorie 'Kwetsbaar'.

## Taxonomie
Binnen deze soort worden twee variëteiten onderscheiden:
- Geschubd blauwplaatstaalsteeltje (Entoloma chalybaeum var. chalybaeum)
- Gestreept blauwplaatstaalsteeltje (Entoloma chalybaeum var. lazulinum)